# Joan Comnè (fill d'Andrònic I)
Joan Comnè, en grec medieval Ἰωάννης Κομνηνός, nascut el mes d'agost o setembre de 1159 i mort el setembre de 1185, va ser el segon fill d'Andrònic I Comnè, emperador romà d'Orient de 1183 a 1185. Durant el regnat del seu pare, Joan va ser nomenat coemperador i successor designat, passant per davant del seu germà gran Manuel Comnè. Quan Andrònic I va ser enderrocat el 12 de setembre de 1185, probablement Joan Comnè va ser assassinat.

## Biografia
Joan Comnè era fill d'Andrònic Comnè i de la seva primera esposa, de la que no se'n coneix la identitat. Va néixer el 1159, i segons sembla va ser concebut quan la seva mare era a la presó, on rebia les visites en secret d'Andrònic. Probablement Joan va acompanyar Andrònic quan va ser nomenat Dux (governador militar) de Cilícia el 1166, i el va seguir a l'exili per diversos principats del Pròxim Orient, mentre el seu germà gran Manuel i la seva germana Maria es van quedar a Constantinoble. El 1178 o 1179, Andrònic va ser autoritzat pel seu cosí Manuel I Comnè a tornar a la capital de l'imperi amb el seu fill Joan i la seva amant Teodora Comnena, reina de Jerusalem, que era cosina de Manuel. En aquell moment Joan podria haver rebut de l'emperador el títol de sebast.
Després de la mort de Manuel I l'any 1180, Joan i el seu germà Manuel es van posar al costat de Maria Comnena, filla del difunt emperador, que s'oposava a la regència d'Aleix II Comnè, instigada per l'emperadriu vídua Maria d'Antioquia i el protosebast Aleix Comnè. Però es va descobrir la conspiració, i Joan i Manuel Comnè van ser empresonats fins que Andrònic es va revoltar i va enderrocar la regència a l'abril de 1182.
Entre abril de 1182 i setembre de 1183, Andrònic va ocupar la regència de l'imperi i li va donar al seu fill un títol important. A la tardor de 1183, Andrònic va ser coronat emperador, va assassinar Aleix II i va designar el seu fill Joan com a coemperador, preparant-lo per a la successió. Aquesta decisió, que deixa a banda Manuel, el fill gran, es podria explicar per l'oposició que havia fet a la política del seu pare. Joan, més lleial, va ser posat en primer lloc. A més, és possible que Andrònic estigués influït per una profecia aleshores en voga, la Profecia ΑΙΜΑ, que deia que l'ordre dels emperadors de la Dinastia Comnè seguia la regla "AIMA", on cada lletra corresponia a la primera lletra del primer nom de l'emperador, i les regles de successió responien a aquest ordre. Aquesta norma va ser respectada pels primers quatre emperadors Comnè, en primer lloc Aleix I Comnè i després Joan II Comnè (Ioannes en grec), Manuel I i finalment Aleix II.
A diferència del seu germà, Joan va recolzar habitualment la política del seu pare. Tot i això, Eustaci de Tessalònica assegura que es va oposar al seu pare quan la repressió d'Andrònic va ser massa severa. Andrònic hauria respost qualificant els seus dos fills de "dones", incapaços de governar davant d'individus amb capacitat de conquerir el tron. Segons Nicetes Coniata, el gran hetaireia Constantí Tripsicos, un dels principals ministres d'Andrònic, va ser acusat pel seu rival, el logoteta Esteve Hagiocristoforites, d'haver pronunciat paraules inapropiades contra Joan Comnè, comparant-lo amb un cert Zintzifitzes, un home vulgar conegut a les tavernes de la capital. És probable que aquestes acusacions fossin només calúmnies, que van permetre a Esteve desfer-se d'un oponent, i van conduir a l'empresonament de Constantí Tripsicos.
El 1185, Guillem II de Sicília, que governava el Regne de Sicília, va aprofitar els problemes interns de l'Imperi Romà d'Orient per envair-la. Després de prendre Dirràquion al juny, va assetjar Tessalònica, la segona ciutat de l'Imperi la captura de la qual obria el camí cap a Constantinoble. Andrònic va repartir el comandament de l'exèrcit romà d'Orient entre diversos generals, entre ells el seu fill Joan. Joan tenia l'encàrrec de rescatar els assetjats i va rebre la direcció d'un contingent a Filipòpolis. Però Joan Comnè va preferir dedicar-se a caçar que arriscar-se a sortir de la ciutat. Segons Eustaci de Tessalònica, els assetjats estaven esperant l'arribada de Joan que els hauria salvat, però la ciutat va caure en mans de l'enemic a finals d'agost.
Aquest fet va suposar un cop fatal per al regnat d'Andrònic, cada cop més disputat. El 12 de setembre, Isaac II Àngel és proclamat emperador pels habitants de la capital, que es trobava en plena revolta. Andrònic va ser capturat mentre fugia i brutalment executat. Les tropes de Joan Comnè no van trigar gens en revoltar-se, li van treure els ulls i el van matar.